# リンチバーグ (バージニア州)
リンチバーグ（英: Lynchburg）は、アメリカ合衆国バージニア州の独立市である。人口は7万9009人（2020年）。ジェームズ川沿い、ブルーリッジ山脈の麓に位置しており「丘の都市」や「7つの丘の都市」と呼ばれる。時として「孤高の都市」と呼ばれることがあるが、これは歴史的に州政府や連邦政府との縺れを回避してきたことに関連している。
リンチバーグ都市圏は5,496km2 の広さがある。バージニア州の地理的中心にあり、アマースト郡、アポマトックス郡、ベッドフォード郡、キャンベル郡、ベッドフォードに跨っている。都市圏人口は約25万人であり、州内で5番目に大きい。
リンチバーグにはリバティ大学など複数の高等教育機関がある。ダウンタウンには商業施設の集積があり、広域から買い物客を集めている。製造業は、ウラン関連、製薬業、物流業がある。多様な産業が地域経済を安定させ、景気悪化の影響を最小化している。その住民に対するデジタル都市10傑調査では、この調査が2004年に始まって以来ランク入りしており、2007年にはトップタイになった。

## 歴史
1757年に初めて入植されたリンチバーグは、その創設者であるジョン・リンチに因んで名付けられた。リンチは17歳のときにジェームズ川の浅瀬で渡し船の運航を始め、ニューロンドンとの行き来を確保した。また川に架かるリンチバーグでは最初の橋造りにも貢献し、1812年にはこれが渡し船に置き換わった。リンチとその母はサウスリバー・フレンズ集会所の墓地に埋葬されている。「7つの丘の都市」はリンチの渡しを取り囲む丘に沿って急速に発展した。トーマス・ジェファーソンはポプラ・フォレストと呼ばれるリンチバーグ近くの家を持っていた。ジェファーソンは度々リンチバーグを訪れ、「リンチバーグの町に有益であることより大きな楽しみをくれるものは無い。そこは州内で最も興味有る場所だと考えている」と述べた。
リンチバーグの町はジェームズ川のリンチ渡し場の地に1786年の認可で設立された。これら新しく便利な輸送手段によって地域交通がリンチバーグを通るようになり、タバコ交易の新しい商業中心になった。1810年、ジェファーソンは「リンチバーグはおそらく、アメリカで最も発展しつつある場所だ。...重要さではリッチモンドの次に来る。...」と記した。19世紀には商業と製造業の中心となり、1850年代までに1人当たりの数字で（マサチューセッツ州ニューベッドフォードと共に）アメリカで最も富める町の1つとなった。主要産業はタバコ、鉄および鋼だった。輸送手段としては、ジェームズ川のジェームズリバー平底船、ジェームズ川とカノーワの運河、さらに後にはバージニア・アンド・テネシー鉄道やノーフォーク・アンド・ピーターズバーグ鉄道など4つの鉄道線が加わった。
初期のリンチバーグはその信心深さではあまり知られていなかった。1804年、福音伝道者ロレンゾ・ドウがリンチバーグについて、「...悪魔の王国があると考えることについて私が公然と語る所です。リンチバーグは神を崇拝することについては恐ろしい場所です。」と記していた。これはリンチバーグに教会が無いことを指していた。リンチバーグの富が増大するにつれて、売春など「下品な」行動が極めて普通のこととなり、多くの場合、当時の「上層部」によって認められていなければ無視された。これらの行動の大半は「ハゲタカのねぐら」と呼ばれる町の中心街で起こった。
南北戦争の間、リンチバーグは南軍の供給基地となり、北軍デイビッド・ハンター将軍がシェナンドー渓谷から南に出てきて、リンチバーグから1マイル (1.6 km) 以内に接近した。ハンターはリンチバーグに予想よりも大きな南軍部隊が駐屯しているという誤った印象を抱き、1864年6月18日のリンチバーグの戦いで、南軍ジュバル・アーリー将軍の部隊に撃退された。この誤った印象を抱かせるために、1編成の列車が常に行ったり来たりし、住民は援軍が降りてきたかのように喝采を挙げた。町の売春宿もその欺瞞に加わり、その北軍側「お客さん」に南軍の援兵が大勢来ていると嘘を伝えた。
1865年4月6日から10日はリンチバーグがバージニア州の州都となった。ウィリアム・スミス知事の下で、リッチモンド陥落から南軍の降伏までの数日間、州の行政府と立法府がリンチバーグに移動した。
19世紀後半、リンチバーグ経済は製造業に転換が進み（時として「南部のピッツバーグ」と呼ばれた）、1人当たりの数字でアメリカで最も富める町の1つとなった。1880年、リンチバーグの住人、ジェイムズ・アルバート・ボンサックが最初の紙巻きタバコ製造機を発明し、その後間もなく、医者で薬理学をかじったチャールズ・ブラウン・フリート博士が初めて大量生産し店頭販売できる浣腸剤を導入した。フリートが設立した会社は現在でも製造を続けている（この会社のウェブサイトに記されているように他の下剤や腸洗浄用製品を扱っている）。フリート博士はまた、1880年代初期にリンチバーグでリップクリームとして「チャップスティック」を発明した。この頃、ノーフォーク・アンド・ウェスタン鉄道とシェナンドー渓谷鉄道の接続点としても選ばれていた。しかし、リンチバーグ市民はそれが生み出す騒音や汚染のために接続点となることを望まなかった。それ故に、接続点はロアノーク市となる場所に置かれた。
1951年冬、ワシントンD.C.のナショナル・ギャラリーは、リンチバーグ市にあるランドルフ・メイコン女子大学を非常時の際の保管場所に選定した。この「プロジェクトY」に参加する見返りに、大学はその設備の前室を展示スペースとして使うことを認められ、1970年代にそれを始めた。50年代から70年代にかけて冷戦の緊張感が高まっていったが、ナショナル・ギャラリーがプロジェクトYに合わせて国の宝を動かすような事態にはならなかった。
1950年代後半。多くの関心を抱いた市民が連邦政府に、クリントンフォージとリッチモンドの間に長い間計画されていた州間高速道路（現在の64号線）の経路を変更するよう要請した。1940年代以降、連邦政府が計画する州間高速道路の地図では、北側の経路を通り、リンチバーグを通る高規格道路は無かった。州の高規格道路委員会議事録でも北側の経路を承認したことになっていた。南側経路の提唱者はバージニア州高規格道路委員会の大半を検討後の変更を指示するよう説得に成功したが、1961年7月、リンゼー・アーモンド知事とアメリカ合衆国商務長官ルーサー・ホッジスは、経路を変えないことを宣言した。このためにリンチバーグ市は（当時）人口5万人以上の都市で唯一州間高速道路の無い町になった。
リンチバーグ市は時として「それ自体の都市」と呼ばれることがある。これは地理的および文化的に孤立していることもあるが、州や連邦政府との縺れを歴史的に回避してきたことに関連するところが大きい。この言葉はコラムニストであるダレル・ローラントが著した歴史書の表題だった。このことに関連して、「それは知事に遅れ」という文が公共のトイレに書かれているのを見出すことができる。リンチバーグ市はジェームズ川ではリッチモンドより上流にある。

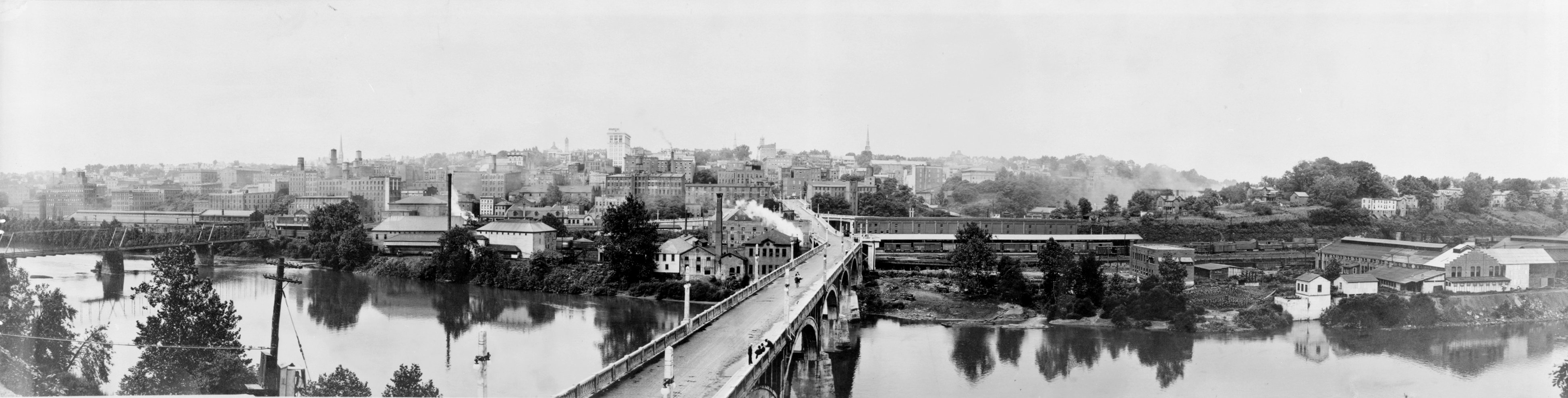
1919年のパノラマ写真

20世紀半ばの数十年間、バージニア州は優生学的目的で知的発達の遅れた人の強制的不妊化を承認してきた。この手術はリンチバーグ市の直ぐ外にあるバージニア州てんかん患者と知的障害者のコロニー、現在では中央バージニア訓練学校で行われた。推計で8,300人のバージニア人が避妊手術を受け、知的障害者、貧者、盲者、てんかん患者などその他遺伝子的に「不適応」と見慣れる者達の「ごみ廃棄場」と呼ばれるリンチバーグ市に移動した。
避妊手術は1972年まで35年間実施され、その後手術は止められた。1970年代後半、アメリカ自由人権協会が避妊手術を受けた犠牲者のために、バージニア州を相手取って集団代表訴訟を起こした。この裁判の結果、犠牲者達は公式の謝罪を受け、彼等が選択するならばカウンセリングを受けた。犠牲者の不妊化を元に戻す手術の請求は否定された。
アメリカ合衆国最高裁判所で争われた「バック対ベル事件」の原告キャリー・バックは、「知的障害者」と判定された後に州の優生学計画の一部としてリンチバーグのバージニア州てんかん患者と知的障害者のコロニーの患者である間に、不妊化された。
リンチバーグ市の40以上の場所が国登録歴史史跡に挙げられている。

## 市政府

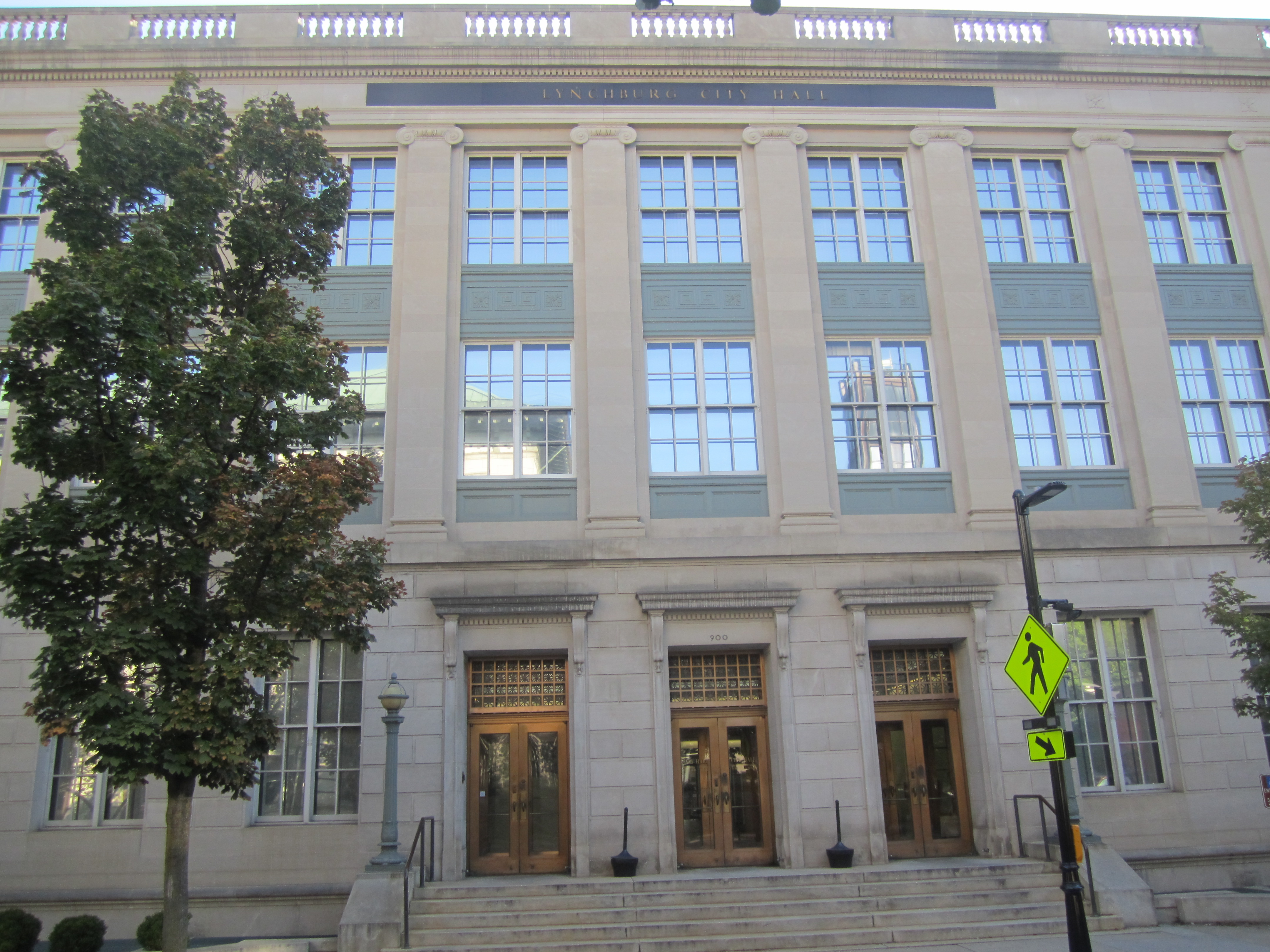
市役所

リンチバーグ市は7人の委員からなる市制委員会によって運営されている。
The Lynchburg City Council consists of seven members:
- ジョーン・F・フォスター - 市長、大選挙区選出
- バート・ドッドソン・ジュニア - 副市長、大選挙区選出
- T・スコット・ガーレット - 大選挙区選出、医学博士
- マイケル・A・ジレット - 第1区選出、哲学博士
- シーサー・T・ジョンソン - 第2区選出、神学博士、M.RE.
- ジェフ・S・ヘルグソン - 第3区選出、MSFS
- ターナー・ペロウ・ジュニア - 第4区選出

市政代行官、市検察官および市事務官は市制委員会によって指名される。市制委員会の他の任務と責任には次を含む。
1. リンチバーグ市法典に加える追加と修正の全て
2. 委員会が指名する協議会や代行業務の創設

## 人口動態
以下は2000年国勢調査による人口統計データである。
| 基礎データ - 人口: 65,269人 - 世帯数: 25,477世帯 - 家族数: 15,591家族 - 人口密度: 510.2人/km2（1,321.5人/mi2） - 住居数: 27,640軒 - 住居密度: 216.1軒/km2（559.6/mi2） 人種別人口構成 - 白人: 66.63% - アフリカン・アメリカン: 29.70% - ネイティブ・アメリカン: 0.26% - アジア人:1.28% - 太平洋諸島系: 0.04% - その他の人種: 0.63% - 混血: 1.46% - ヒスパニック・ラテン系: 1.35% 年齢別人口構成 - 18歳未満: 22.1% - 18-24歳: 15.5% - 25-44歳: 25.3% - 45-64歳: 20.8% - 65歳以上: 16.3% - 年齢の中央値: 35歳 - 性比（女性100人あたり男性の人口） - 総人口: 84.2 - 18歳以上: 79.1 | 世帯と家族（対世帯数） - 18歳未満の子供がいる: 27.8% - 結婚・同居している夫婦: 41.6% - 未婚・離婚・死別女性が世帯主: 12.9% - 非家族世帯: 38.8% - 単身世帯: 32.7% - 65歳以上の老人1人暮らし: 13.6% - 平均構成人数 - 世帯: 2.30人 - 家族: 2.92人 収入と家計 - 収入の中央値 - 世帯: 32,234米ドル - 家族: 40,844米ドル - 性別 - 男性: 31,390米ドル - 女性: 22,431米ドル - 人口1人あたり収入: 18,263米ドル - 貧困線以下 - 対人口: 15.9% - 対家族数: 12.3% - 18歳未満: 22.4% - 65歳以上: 10.7% |

アメリカ合衆国国勢調査局に拠れば、世帯当たり年間収入でアメリカ合衆国全体2006年中央値は48,200ドルであるのに対し、リンチバーグは下回っている。
市の人口はここ25年間以上安定しており、2006年で67,720人、2000年で65,269人、1990年で66,409人、1980年で66,743人だった。

## 地理と気候
リンチバーグ市は北緯37度24分13秒 西経79度10分12秒 / 北緯37.40361度 西経79.17000度に位置する。
アメリカ合衆国国勢調査局に拠れば、市域全面積は49.8平方マイル (128.9 km2)、このうち陸地は49.4平方マイル (127.9 km2)、水面は0.4平方マイル (1.0 km2)で水域率は0.74%である。
| 気温の月別平均、最高、最低 |       |       |       |      |      |      |      |      |      |      |       |       |
| 月                         | 1月   | 2月   | 3月   | 4月  | 5月  | 6月  | 7月  | 8月  | 9月  | 10月 | 11月  | 12月  |
| 過去最高 °C                | 26.7  | 26.1  | 30.6  | 34.4 | 33.9 | 37.8 | 39.4 | 38.9 | 38.3 | 33.9 | 28.3  | 26.1  |
| 平均最高 °C                | 3.1   | 4.8   | 12.6  | 20.0 | 24.2 | 28.1 | 30.2 | 29.5 | 25.7 | 20.2 | 14.4  | 9.1   |
| 平均最低 °C                | -4.2  | -2.8  | 1.3   | 5.9  | 10.7 | 15.3 | 17.6 | 16.9 | 13.3 | 6.5  | 1.8   | -2.3  |
| 過去最低 °C                | -23.3 | -23.3 | -13.9 | -6.7 | -0.6 | 4.4  | 9.4  | 7.2  | 1.7  | -6.1 | -13.3 | -20.0 |
| 降水量 (mm)                | 90    | 79    | 97    | 88   | 104  | 96   | 112  | 87   | 99   | 86   | 81    | 82    |
| 出典: USTravelWeather.com  |       |       |       |      |      |      |      |      |      |      |       |       |

### 隣接する郡
- アマースト郡 - 北東
- ベッドフォード郡 - 西、北西
- キャンベル郡 - 南、南東

## 事業と産業
リンチバーグ市は商業と産業に基礎を置いている。熟練した労働者がおり、平均以下でしばしばマイナスとなる失業率、および平均以下の生活費が特徴である。バージニア州の大きな都市圏の中で、2006年のフォーブズ・マガジンでは事業に向いていることでは州内5番目であり、バージニア州は国内で最良の州となっている。フォーブズではバージニア州でわずか6箇所しか調査されておらず、州内都市の大半は「北バージニア」としてグループ化されていることに注意すべきである。リンチバーグ市は同じ調査で全国の109位にランクされた。
リンチバーグ・ニューズ・アンド・アドバンスでは、リンチバーグ都市圏で働く人が増えたにも拘わらず、1990年以来賃金は高くなっていないと報告している。中央バージニア労働委員会委員長のウォルター・フォアはこれがホワイトカラーの仕事が少ないためだと考えている。国勢調査局に拠れば、インフレ調整後の1990年世帯当たり年間収入中央値は約39,000ドルであり、2009年のそれは42,740ドルとなっている。またフォーブズでは、リンチバーグ都市圏が事業に向いていることでは全米70番目であり、シカゴより上位、バトンルージュより下位にある。
Virginia Business Magazineでは、リンチバーグ市のヤング・プロフェッショナルズが最近、如何に若い働き手がいなくなっているかを明確に示す研究を行ったと報告している。リージョン2000経済発展委員会の執行役員リー・コブに拠れば、リンチバーグ市は若い人が働き始める場所として優先順位が低いという評判がある。このことは高校やカレッジの学歴を持った人口が州平均以下であること、および過去30年間の人口成長率がゼロに近いことからも証明される。地域2000年経済発展委員会と中央バージニアのヤング・プロフェッショナルズの双方が若い職業人の評判を改善し、機会を増やすことを試みている。
リンチバーグ地域会議および観光局の統計では、リンチバーグ市のリージョン2000地域としての観光産業の成長が、レジャーや集団旅行の目的地として認識度が上がってきたことを示している。旅行・観光産業はリンチバーグ市で約1,500人の雇用を提供している。

## 教育
リンチバーグ市での教育はリンチバーグ市公共教育が担当している。この教育委員会はリンチバーグ市政委員会が指名する。
- E・C・グラス高校 - 2111 Memorial Ave
- ヘリテイジ高校 - 3020 Wards Ferry Rd
  - リンクホーン中等学校 - 2525 Linkhorne Dr
  - ポール・ローレンス・ダンバー中等学校 - 1208 Polk St
  - サンダスキー中等学校 - 805 Chinook Place
    - ウィリアム・マービン・バス小学校
    - ベッドフォードヒルズ小学校
    - ダーリントン新機軸小学校
    - ヘリテイジ小学校
    - リンクホーン小学校
    - ポール・M・マンロー小学校
    - ペリーモン小学校
    - ロバート・S・ペイン小学校
    - サンダスキー小学校
    - シェフィールド小学校
    - トマス・C・ミラー小学校

市内には多くの私立宗教系学校もある。例えば、ホーリークロス・リージョナル・カトリック学校、ジェームズ川デイスクール、リバティ・クリスチャン・アカデミー、新しい契約クラシカル・クリスチャン・スクールおよびバージニア聖公会学校がある。
さらに周辺郡部の多くの公共教育制度を選択することも可能である。
リンチバーグ市にある大学としては、リンチバーグ・カレッジ、ランドルフ・カレッジ、バージニア大学リンチバーグ校およびリバティ大学がある。

## 健康管理
セントラ・ヘルス
リンチバーグ地域にある次の3病院を管理しているmanages four hospitals in the Lynchburg Area:
- リンチバーグ総合病院-リンチバーグ市
- バージニア・バプテスト病院-リンチバーグ市
- ベッドフォード記念病院-ベッドフォード市（ロアノークのカリリオン健康システムとの共同事業）
- サウスサイド・コミュニティ病院-ファームビル市

これら4病院と共にセントラ・ヘルスは中央バージニア中の多くの治療、リハビリテーション、マンモグラフィーおよび医療施設を管理している。

## 芸術と文化
- 美術アカデミー: 非営利組織、視覚的美術および芸能の奨励に関与、美術教育の機会を創出、古いアカデミー劇場に位置した（1905年頃）
- バトー・フェスティバル: リンチバーグが東西の交易経路の中心であった時代を祝う。バトーと呼ばれる平底船がジェームズ川を運ばれるタバコなどの産物で満たされてリッチモンドまで運ばれ、地域に繁栄をもたらした。
- リンチバーグ・ダンス劇場: 一年を通じてぎっしり予定の詰まった教室、上演シーズンおよび特別行事を提供している。
- E・C・グラス高校劇場: 毎年9月から5月まで上演している
- エリントン・フェローシップ・プレイハウス: 地元、地域および全国の音楽活動を定期的に招いている
- ジェファーソン合唱協会: 中央バージニア周辺の15の異なる地域社会から出てくる100人以上の者で構成される
- カレイドスコープ: 広い範囲の社会に訴える例外的レクリエーション、文化、教育および娯楽の機会を提供する毎年の祭り
- リバティ大学劇場: 毎年10月から5月まで上演している
- リトルタウン・プレイアーズ: 一年中上演。この劇場はベッドフォード市のエルクス・ナショナル・ホームの地に位置している
- リンチバーグ・カレッジ劇場: 毎年10月から4月まで上演している
- リンチバーグ・シンフォニー・オーケストラ
- リンチバーグ・ユース・オーケストラ: 高校生と才能ある中学生で構成される古編成オーケストラ
- メイアー美術館: ランドルフ・カレッジの全国に認められた美術館で、19世紀および20世紀の傑出したアメリカ人による美術品を展示
- ランドルフ・カレッジ劇場
- ルネッサンス劇場: 地元の最良の劇場を楽しむために広い空間、優れた音響および魅力的な雰囲気を提供しているO
- リバービュー・アートスペース: 私立、非営利組織、ギャラリー、公開プログラム、公開美術スタディオ、教室、および共用芸能スタディオを備える
- セダリア・センターのチリ・キックオフ: 40ないし50のチリ料理チームがベスト・チリ料理を争う（1位、2位および3位が決まる）。最良のプレゼンテーション、人気のある選択。全てを味わい投票する！音楽生演奏やビールなど飲料も利用可能
- バージニア・クリスマス・スペクタキュラー
- バージニア美術学校: 1985年設立、高校生の年齢の学生に傑出した芸術家プロ予備軍の訓練プログラムを提供することで、優秀だという国際的評判を得てきた
- バージニア・ワインとガーリックの祭り: 20軒以上のレストランから州内のワインや食料、および地元の技能者からの工芸品を展示する毎年秋の祭り

## 建築

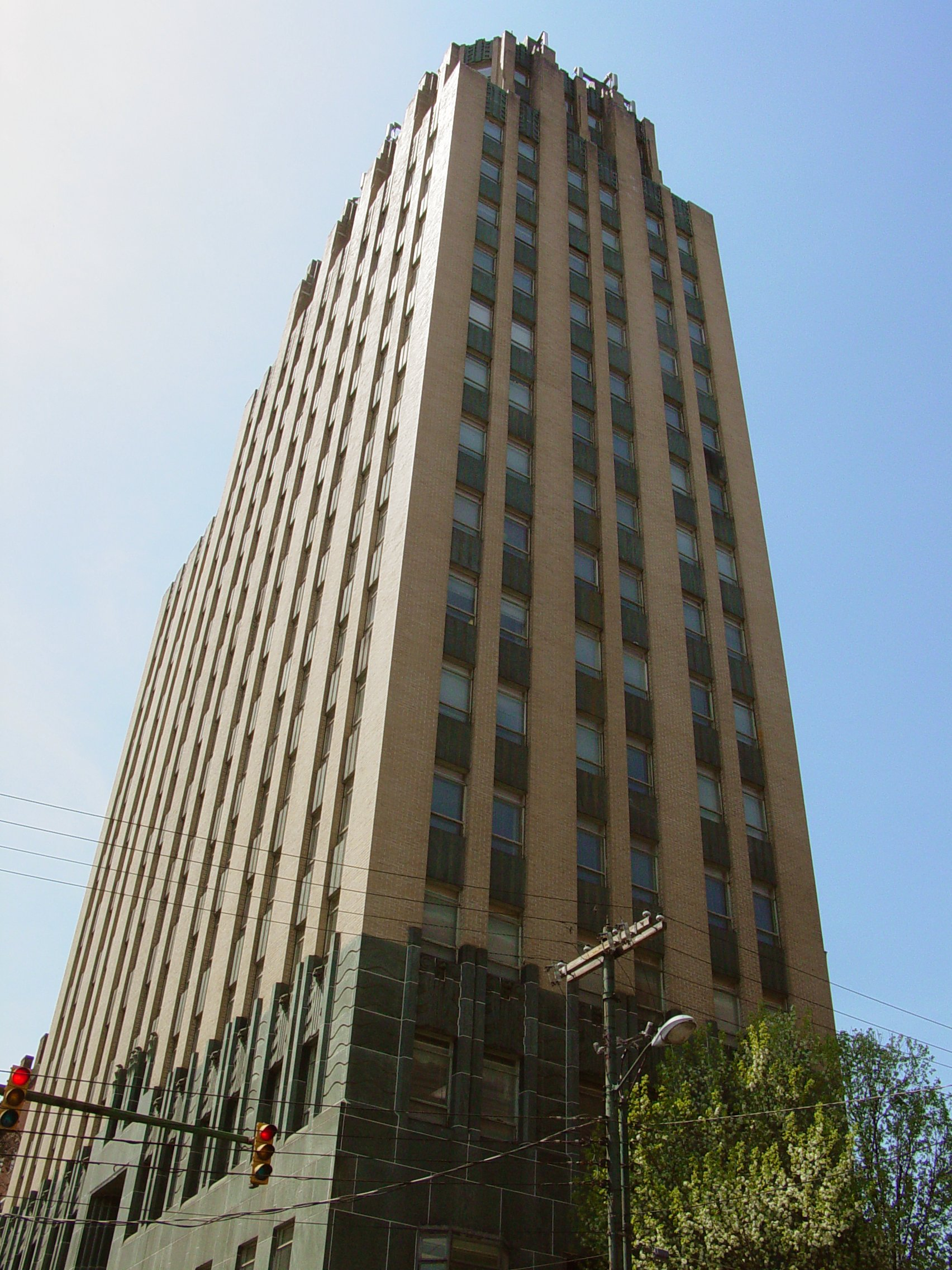
アライドアーツビル

リンチバーグは注目すべき建築物が多く、しかも極めて多様である。1800年代から1920年代まで、市は富裕なタバコ産業の恩恵を受けており、裕福な市民はこの期間に自分達のために上級の家屋、公共建築物および教会を発注した。
リンチバーグにはイタリア・ルネッサンス様式、連邦様式、ジョージア様式、新古典様式、新ゴシック様式、ロマネスク様式、ジェファーソン様式、アン女王様式、第2帝政様式、コロニアル様式およびアール・デコ様式ですら素晴らしい例がある。近郷の古い建物の多くは大恐慌以来荒廃し、多くの美しい家屋や建物が長い間住まわれることもない状態だった。ダイアモンドヒルやリバーモントのような近郷の大型家屋の多くは2世帯住宅に転換された。しかし、現在は爆発的に改修作業が行われている。多くの素晴らしい古い建物が必要としていた投資を受け入れつつある。多くの場所や近郷が国登録歴史史跡に登録されている。

## みどころと娯楽
次のような見どころがリンチバーグ都市圏に位置する
- ポプラ・フォレスト: トーマス・ジェファーソンの隠居所。ジェファーソンは大統領の2期目の間に8角形の建物を設計し、引退後はここで休息と余暇を見出し公的生活から逃れるために滞在した。現在改修と発掘調査が行われている。
- キャトル・アニーのレストランと娯楽: 1,000人以上を収容できる多機能会場で様々な娯楽や催しを提供している。1993年開設。定期的に全国的に知られたアーティストを迎えることで知られる。地元、地域および全国を回る、ロック、ポップおよびカントリーの音楽家も定期的に公演している。多くの地域社会や私的な催しも行われ、レストランやバンケットサービスもある。
- アメイズメント・スクエア: 中央バージニアで初めての多くの専門分野にわたる実地体験できる子供向け博物館
- アーリー砦: 南軍の将軍ジュバル・アーリーに因んで名付けられた。アーリーは北軍デイビッド・ハンターの侵略に対し、リンチバーグ市を守った。
- リンチバーグ博物館: リンチバーグ博物館のドアを入ると、市の過去を振り返ることができる。モナカン族、クエーカー教徒初期開拓者[21]、タバコ王の時代、南北戦争の流血の多い闘争、新しい南部、および20世紀の変化の話などが豊富である。
- 古い市役所: 1855年に建てられた丘の都市で最も有名な歴史史跡。ジェームズ川の上に高く聳えるギリシャ神殿様式であり、記念品、備え付け家具、衣服および産業の歴史など中央バージニアでは最良の収集品がある。
- ポイント・オブ・オナー: パトリオットのパトリック・ヘンリーにとって友人で医者でもあったジョージ・キャベル・シニア博士の連邦様式時代の邸宅
- ミラー・クレイター・ハウス: トーマス・ジェファーソンがトマトを果物として食べても毒にはならないことを証明した家庭菜園の所有者だとされている、19世紀以前のタウンハウス。家屋は1936年に解体されリバーサイド公園の場所に再建され、庭園も移された。
- オッター連峰: ブルーリッジ山脈の3つの峰、ベッドフォード市を見下ろし、リンチバーグ市の大半を一望できる
- クラブツリー滝: 滝に至る道はハイカーに厳しい5マイル (8 km) の曲がりくねった道であり、クラブツリー滝の5つの滝の素晴らしい眺めを楽しめる。全体の落差は1,500フィート (450 m) ある。
- アポマトックス・コートハウス: アポマトックス・コートハウスの戦い古戦場。1865年4月9日、南軍ロバート・E・リーが北軍指揮官ユリシーズ・グラントに降伏し、実質的に南北戦争を終わらせた。
- 国立Dデイ記念碑: ベッドフォード市にあり、第二次世界大戦の1944年6月6日、ノルマンディに上陸したDデイに参加した全ての者を記念している。
- ジェームズ川遺産の道: 2つの小さな道、ブラックウォーター・クリーク自転車道とリバーウォークからなる

- リンチバーグの見どころや観光の情報に関しては、チャンバー・ウェブサイトを参照。

## スポーツとレクレーション
リンチバーグ市は「バージニア州のスポーツ首都」を標榜しており、下記のようなスポーツ行事や組織がある。
- リバティ大学アスレティックス
- リンチバーグ・カレッジ・アスレティックス
- リンチバーグ・ヒルキャッツ: カロライナ・リーグで高Aクラスの野球チーム。クリーブランド・ガーディアンズの傘下
- ジェマーソン YMCA - 801 Wyndhurst Drive
- ダウンタウン YMCA - 1315 Church Street
- リンチバーグ・ロードランナーズ・クラブ
- 7つの丘ハッシュハウス・ハリアーズ: 「ハッシング」の目的は会員間の身体の健康を促進することである。 二日酔いを取り除き、年取った会員には感じているほど老化していないことを伝え、良好な渇きを覚えさせてビールを楽しく飲ませる。「7つの丘」は、世界中にあるハッシュハウス・ハリアーズ数千の支部の一つである。
- バージニア・テンマイラー: 国内で最も挑戦的なロードレース
- ハイキングには、クラブツリー滝、シャープトップ、キャンドラーズ山からキャンプ・ハイダウェイ、フラット・トップ、アパラチアの道、ブラックウォーター・クリーク自然地域、マウントプレザント国立景観地域、ホリデイ湖、アップルオーチャードの道、オッタークリークの道がある。
- 南西バージニア州アウトドアおよび社交クラブ

リンチバーグ YMCA スイミング- YMCA スイミングとバージニア州スイミングに登録した地元水泳クラブ。2008年のアメリカ合衆国水泳クラブの銅賞を得た。USA Swimmingに拠れば、国内200傑に入るクラブである。

## 近郷地区
リンチバーグの近郷は最初の渡し船上陸点に隣接する7つの丘に発展した。以下の通りである。
- カレッジヒル
- ダニエルズヒル
- ダイアモンドヒル
- フェデラルヒル
- フランクリンヒル
- ガーランドヒル
- ホワイトロックヒル

その他主要な近郷には、ブーンズバラ、リバーモント、フェアビューハイツ、フォートヒル、フォレストヒル（昔のフォレスト道路地域）、ティンバーレイク、ウィンザーヒルズ、サンダスキー、リンクホーンおよびワインドハーストがある。

## 著名な住人
リンチバーグはカーター・グラスの生地である。グラスは20世紀初期に民主党員としてアメリカ合衆国下院と上院議員として長年務め、ウッドロウ・ウィルソン政権では財務長官となり、連邦預金保険公社を創設した法案（グラス・スティーガル法）の共同提案者となった。この法は1932年から撤廃される1999年まで、アメリカ合衆国の商業銀行が投資銀行（証券会社）を系列化することを禁じた。
トマスロード・バプテスト教会の主任牧師かつ「モラル・マジョリティ」の創設者で、テレビ福音伝道家のジェリー・ファルエルもリンチバーグの出身だった。
アメリカのリズム・アンド・ブルース歌手で、ザ・ドリフターズとの作品で最も良く知られ、ロックンロールの殿堂入りしたチャーリー・トーマスもここの出身である。また1993年から1998年の間に、1994年のナビスコ・ダイナショアというメジャータイトルを含み、6度LPGAツアーで優勝したゴルファー、ドナ・アンドリューズも同様である。その他著名な出身者は以下の通りである。
- ダニエル・ワイシガー・アダムズ（1820年-1872年）、著名な弁護士で南軍アメリカ連合国軍の士官[22]
- カール・アンダーソン（1945年-2004年）、ブロードウェイとその映画版『ジーザス・クライスト・スーパースター』でイスカリオテのユダを演じたことで有名な歌手かつ俳優
- ケビン・フォスター（1977年-）、上級会計主任、元スプリント・ネクステル地域会計代表
- ディラン・ベイカー、俳優（en:The Murder of Mary Phagan, スパイダーマン2）
- ディック・バートリー、ディスクジョッキー、隔週の全国放送を担当、ロックンロールの殿堂入り
- グレグ・ベスト、ソウルオリンピック銀メダリスト
- オータ・ベンガ（1884年頃-1916年）、コンゴのピグミー族、ブロンクス動物園でオランウータンと共に見せ物になった。
- レスリー・ビブ、女優、（en:Crossing Jordan, en:Talladega Nights: The Ballad of Ricky Bobby）元ファッションモデル
- コニー・ブリトン、女優、（Friday Night Lights、スピン・シティ、24 -TWENTY FOUR-）
- コーネル・ブラウン、アメリカンフットボール選手、第35回スーパーボウル優勝メンバー。
- ルーベン・ブラウン、アメリカンフットボール選手
- ビル・チェンバーズ、NCAAバスケットボールの記録保持者、ウィリアム・アンド・メアリー大学
- アンソニー・クラーク、俳優、喜劇役者（en:Yes, Dear）
- ロメオ・クレネル（1947年-）、アメリカンフットボール選手、クリーブランド・ブラウンズ、カンザスシティ・チーフスヘッドコーチ
- デズモンド・T・ドス、最初の良心的兵役拒否者、名誉勲章受章者
- D.C.トーク、グラミー賞を受章したクリスチャンロック・バンド、1980年代後半にトビー・マッキーハン、ケビン・マックスとマイケル・テイトが結成
- ジュバル・アーリー（1816年-1894年）、弁護士、南軍の中将、リンチバーグで死去
- チャールズ・ブラウン・フリート（1843年-1916年）、薬剤師、下剤とチャップスティックの発明家
- ダグラス・サウスオール・フリーマン（1886年-1953年）ジャーナリスト、南北戦争の歴史家
- チャールズ・ヘイリー（1964-）NFLアメリカンフットボール選手、スーパーボウル勝利を5度経験
- キース・ハミルトン、プロ野球選手、ニューヨーク・ジャイアンツ
- アール・ハムナー（1923年-）、テレビ作家、プロデューサー、en:The Waltonsとen:Falcon Crestで知られる
- ブランドン・インジ、プロ野球選手、デトロイト・タイガーズ
- ウィリアム・A・ジョンソン・ジュニア、ニューヨーク州ロチェスター元市長
- ルーク・ジョーダン（1892年-1952年）、歌手、ギター奏者、ブルースのパイオニア
- パリス・レオン（1977年-）、アメリカンフットボール選手、デトロイト・ライオンズのラインバッカー
- チャールズ・リンチ（1736年-1796年）、リンチバーグ市創設者ジョン・リンチの兄弟、アメリカ独立戦争のパトリオット、「リンチ」の語源[23]
- ローリー・バートラム・マコーリー（1964年-2007年）、女優（13日の金曜日シリーズ）
- レランド・D・メルビン、NASA宇宙飛行士
- フェイス・プリンス、ブロードウェイの女優
- ルーディ・ラッカー、コンピューター科学者、SF作家
- スティーブ・シュウェル、新聞社主、ノースカロライナ州ダーラムに本拠を置く「インデペンデント」創設者
- ルーシャス・シェパード、SFおよびファンタジー作家
- サム・スローン、著作家、チェス棋士、有価証券取引者
- アン・スペンサー、ハーレム・ルネサンス期の詩人、社会改革運動家
- アレン・G・サーマン（1813年-1895年）、オハイオ州選出アメリカ合衆国上院議員、1888年民主党副大統領候補
- スキート・ウールリッチ（1970年-）、俳優（ジェリコ 閉ざされた街, スクリーム）
- サミュエル・ウンターマイアー（1858年-1940年）、弁護士、市民運動家、叩き上げ百万長者
- シェルドン・バナウケン、en:A Severe Mercyの著者、C・S・ルイスの友人
- フィル・バッサー、カントリーミュージックのシンガーソングライター、ピアニスト
- チャールズ・ベス、ファンタジー画家、コミック本イラストレーター
- ジョージ・H・ウォーカー（1811年-1866年）、ウィスコンシン州ミルウォーキー市長かつ共同設立者
- ランドール・ウォレス、ブレイブハート、仮面の男およびパール・ハーバー (映画)の作家
- ロバート・E・ウィザーズ、バージニア州選出アメリカ合衆国上院議員、香港総領事
- メリウェザー・ルイス・ウォーカー、1916年から1917年のパンチョ・ビラ遠征隊主任技師、第一次世界大戦中、自動車輸送司令部の監督に指名された。後にパナマ運河地帯の総督となった。

## メディア

### 紙媒体
- 「ザ・ニューズ & アドバンス」は中央バージニアに配布されるリンチバーグの日刊紙であり、メディア・ジェネラルが所有する
- ザ・シェパード・ガイド、事業ディレクトリー
- リンチバーグ・レッジャー、週刊新聞
- リンチバーグ・リビング、隔月刊
- ザ・リンチバーグ・ガイド、季刊、資源ディレクトリー
- ザ・バーグ、週刊娯楽新聞、ザ・ニューズ & アドバンスが発行
- リンチズ・フェリー、地元歴史に関する隔年刊の雑誌

### テレビ
- WSET-TV、ABC系列、リンチバーグに局がある
- WSLS、NBC系列、ロアノークに局がある
- WDBJ、CBS系列、ロアノークに局がある
- WBRA、PBS系列、ロアノークに局がある
- WFXR、FOX系列、ロアノークに局がある
- WWCW、FOX系列、リンチバーグに局がある、以前のWJPR
- WPXR、ION Television系列、ロアノークに局がある
- WDRL、独立放送局（元UPN系列）、ロアノークに局がある、ダンビルで免許
- W40BM、Trinity Broadcasting Network系列、リンチバーグに局がある
- TLU-CA、リバティ大学のチャネル、リンチバーグに局がある

### ラジオ
- WJJX 102.7、都市時事、リンチバーグに局がある
- WLNI(WLNI) 105.9、トーク、リンチバーグに局がある
- WLEQ 106.9, BOB-FM、グッタイムズ、グレートオールディーズ、ロックンロール・ヒット曲の本拠、リンチバーグに局がある
- WNRN (WNRS 89.9)、現代ロック、シャーロッツビルに局がある
- WROV 96.3、ロック、ロアノークに局がある
- WRMV 94.5、南部ゴスペル、マディソンハイツに局がある
- WRVL 88.3、キリスト教、リンチバーグに局がある
- WRXT 90.3、時事、キリスト教、ロアノークに局がある
- W227BG 93.3 ESPN スポーツ解説、106.3 Gretna-Translator at Timberlake-Low power
- WSLC 94.9、カントリー、ロアノークに局がある
- WSLQ 99.1、成人、時事、ロアノークに局がある
- WSNZ 102.7、成人、時事、ロアノークに局がある
- WVBE 100.1、都市時事、リンチバーグに局がある
- WVTF 89.1、公共放送、ブラックスバーグに局がある
- WWMC 90.9、キリスト教、CHR/ロック、リバティ大学に局がある
- WWZW 96.7、Hot AC、ブエナ・ビスタに局がある
- WXLK 92.3、トップ40、ロアノークに局がある
- WYYD 107.9、カントリー、リンチバーグに局がある
- WZZI/WZZU 101.5、ロアノーク、97.9、リンチバーグ、クラシックと現代ロック、リンチバーグに局がある
- WAMV 1420、南部ゴスペル、マディソンハイツに局がある
- WBRG 1050、トークとスポーツ、リンチバーグに局がある、104.5でも同時配信
- WKPA 1390、宗教、リンチバーグに局がある
- WLLL 930、ゴスペル音楽、リンチバーグに局がある
- WLVA 590、宗教、リンチバーグに局がある
- WVGM 1320、ESPN スポーツ、リンチバーグに局がある
- WKDE 105.5、カントリー、アルタビスタに局がある
- WKDE 1000 AM, CNN ヘッドライン・ニューズ、アルタビスタに局がある

### ネットサイト
- ブラウズ・リンチバーグ 地域で最も包括的な事業ディレクトリーとガイド

## 交通

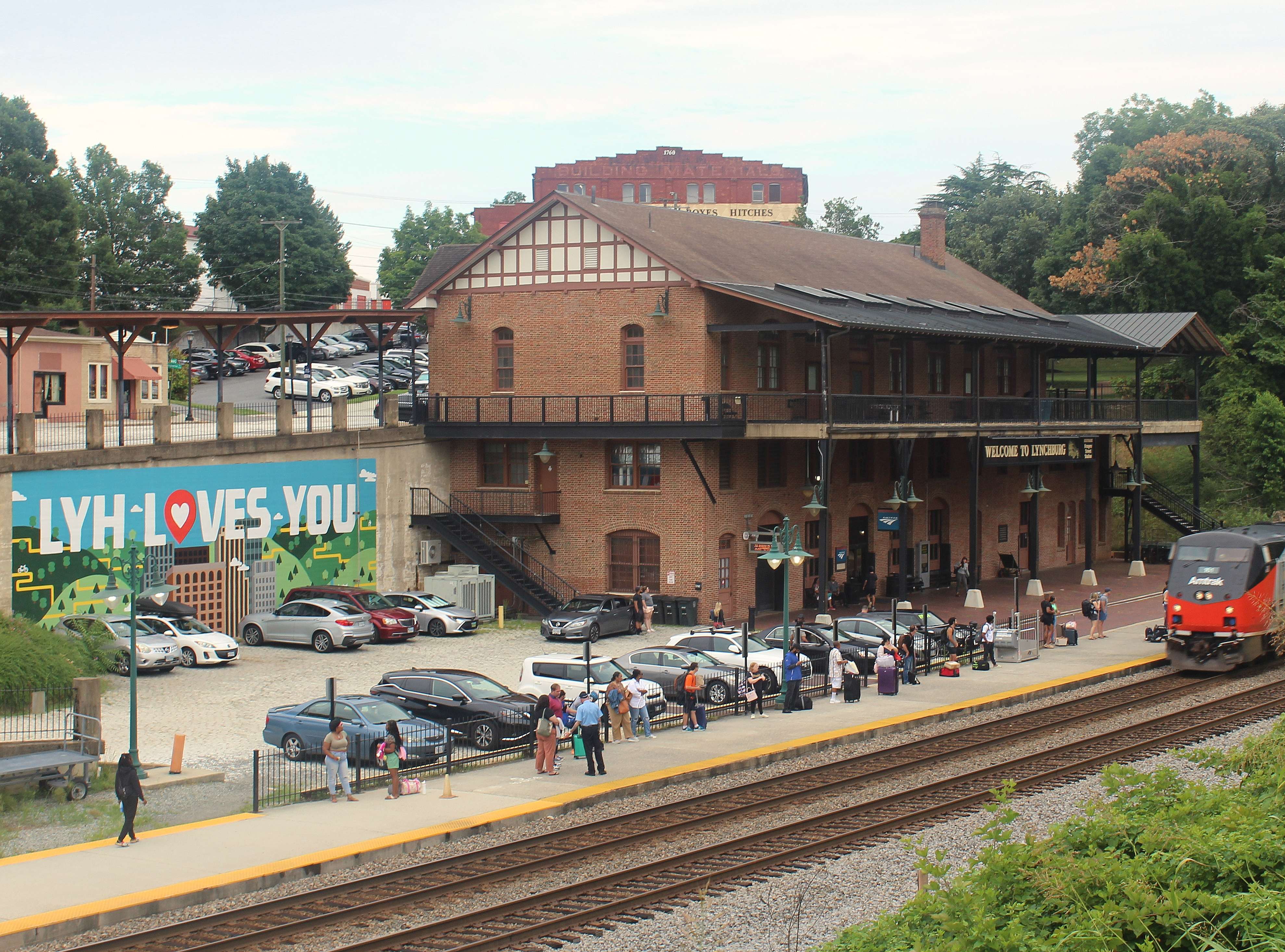
リンチバーグ駅

### 鉄道
リンチバーグ駅はアムトラックの停車駅である。クレッセント号がリンチバーグ市とニューヨーク、フィラデルフィア、ボルティモア、ワシントンD.C.、ノースカロライナ州シャーロット、アトランタ、アラバマ州バーミングハムおよびニューオーリンズとを繋いでいる。CSXトランスポーテーションが線路を持っており、市内に小さな操車場がある。またノーフォーク・サザン鉄道の2つの線が交わっている。1つはワシントンD.C.からアトランタまでの元サザン鉄道幹線である。ノーフォーク・サザン鉄道はショッピング・モール側に操車場がある。様々な操車の様子を見ることができる。

### バス
大リンチバーグ・トランジット会社が市内のバスを運行している。またリバティ大学キャンパスとのシャトルバスも運行している。

### 航空路
リンチバーグ地域空港からはアメリカン・イーグルがシャーロットと、デルタ・コネクションがアトランタとを結んでいる。2009年4月には、空港乗降客は7,400人に増えてきた。97%の成長率である。この乗客増加に伴い便数が増やされ、他の航空会社や目的地が追加される可能性も出てきた。

### 高規格道路
主要道路として、アメリカ国道29号線、同501号線、同221号線が南北に、アメリカ高規格道路460号線が東西に走っている。リンチバーグ市は州間高速道路の無いことではアメリカ合衆国でも大きな都市に入っているが、アメリカ国道29号線の大半が州間高速道路の標準までグレードを高められ、高規格道路460号線にも重要な改良が加えられてきた。

## 地元の大企業
| - アエロフィン Corporation - AREVA NP Inc. - バンカー製鉄 Company, L.L.C. - バール研究所, Inc. - BWX テクノロジーズ, Inc. - C.B. フリート Co., Inc. - フローサーブ - フリト・レイ, Inc. - グリフィン管製品 Company - インサービス・アメリカ, Inc. | - INTERMET - アーチャー・クリーク・ファンドリー - インターナショナル製紙 Company (旧ウエアハウザー) - J. クルー・アウトフィッターズ - ネイションワイド相互保険 Company - プログレッシブ印刷 Company - R.R. ドンリー - シュウェル・ファニチャー Co., Inc. - サザンエアー, Inc. - スターテック Inc., リンチバーグ - ウェストオーバー・デイリー - Wiley\|ウィルソン, Inc. |  |

## 大衆文化の中で
- 映画「エスケープ・フロム・L.A.」では、より「神権政治的」になったアメリカ合衆国の首都がリンチバーグ市に移され、大統領もリンチバーグ市の出身である
- 2007年の映画「ザ・シューター/極大射程」ではリンチバーグが破壊的銃撃戦の現場に特定できる。主演はマーク・ウォールバーグ。